# 32 Old Slip
32 Old Slip, auch One Financial Square, ist ein Wolkenkratzer in Manhattan in New York City, USA. Das architektonisch sehenswerte Gebäude bietet neben Büroflächen auch ein Kongresszentrum.

## Lage
Der Büroturm befindet sich an der Südspitze der Insel Manhattan am East River im Financial District. Der Wolkenkratzer nimmt einen ganzen Block ein, der von der Front Street im Nordwesten, der Gouverneur Lane im Nordosten, der South Street im Südosten und der Old Slip im Südwesten begrenzt ist. Vor dem Gebäude verläuft der Parkway FDR-Drive, dahinter liegt gegenüber im East River der Pier 11 mit dem Fährterminal P 11/Wall Street der NYC Ferry. Drei Blocks südlich des Gebäudes befindet sich der Verkehrsknotenpunkt South Ferry, bestehend aus der Station South Ferry/Whitehall Street der New York City Subway und dem Whitehall Terminal der Staten Island Ferry. Der Wolkenkratzer dominiert gemeinsam mit benachbarten Hochhäusern, darunter das Nachbargebäude 55 Water Street, die östliche Skyline von Downtown Manhattan.

## Beschreibung
Auf dem Grundstück von 32 Old Slip befand sich zuvor das 1932 fertiggestellte New Yorker United States Assay Office, das die letzte öffentliche Goldraffinerie in den Vereinigten Staaten war. Die Immobilienfirma HRO kaufte das Assay Office-Gelände im Jahr 1983 und errichtete hier bis 1987 das One Financial Square. Der vom Architekturbüro „Edward Durell Stone & Associates“ entworfenen Büroturm wurde 1987 fertiggestellt und offiziell eröffnet. Eigentümer ist seit 2015 die Immobilienfirma RXR Realty.
Der im postmodernen Stil errichtete Büroturm ist 175,3 Meter (575 Fuß) hoch und hat 37 Etagen. Das Gebäude hat eine Granit- und Glasfassade mit mehreren Rücksprüngen, die sich zu einer achteckigen Vorhangfassade hin verjüngen. Die zwölf Meter hohe Lobby ist mit Marmor- und Granitplatten verkleidet. Das Erdgeschoss besitzt außer an der South Street auf drei Seiten eine U-förmige zwölf Meter hohe Arkade als öffentlichen Raum in Privatbesitz. Deren Säulen sind wie die Lobby mit polierten Granitplatten verkleidet. An der Gouverneur Lane befindet sich ein städtischer Platz mit zahlreichen Bäumen und Sitzgelegenheiten.
Der Wolkenkratzer beherbergt verschiedene Büromieter, darunter das New Yorker Regionalbüro des Volkszählamtes United States Census Bureau sowie ein Tagungs- und Kongresszentrum. Im Erdgeschoss befindet sich an der South Street die Engine Company 4 und Ladder Company 15 des New York City Fire Departments (FDNY).
Kulturell war das Gebäude innen und außen ein Drehort des Spielfilms The Thomas Crown Affair von 1999.

## Ansichten

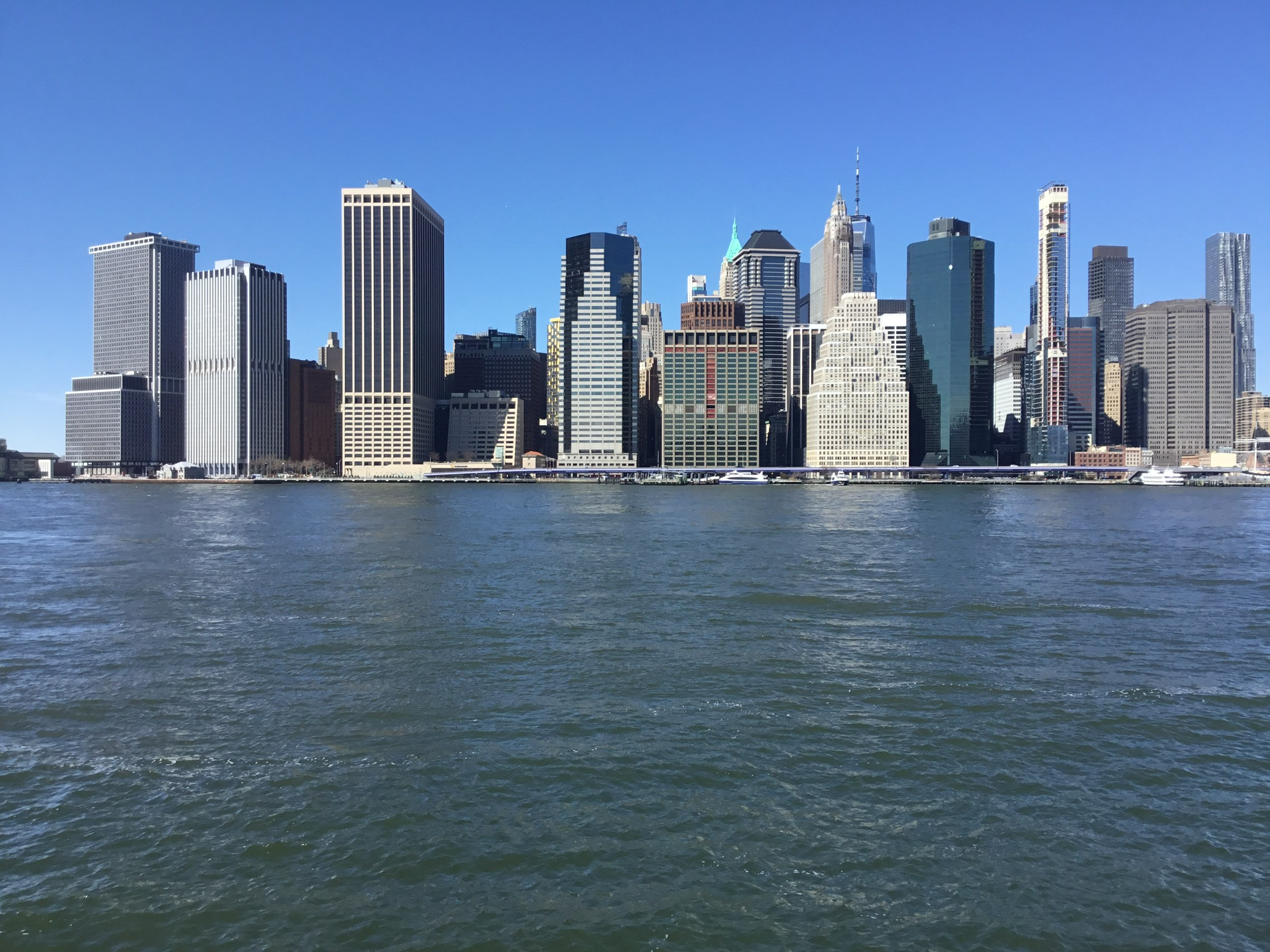
32 Old Slip (Mitte) in der Skyline von Lower Manhattan
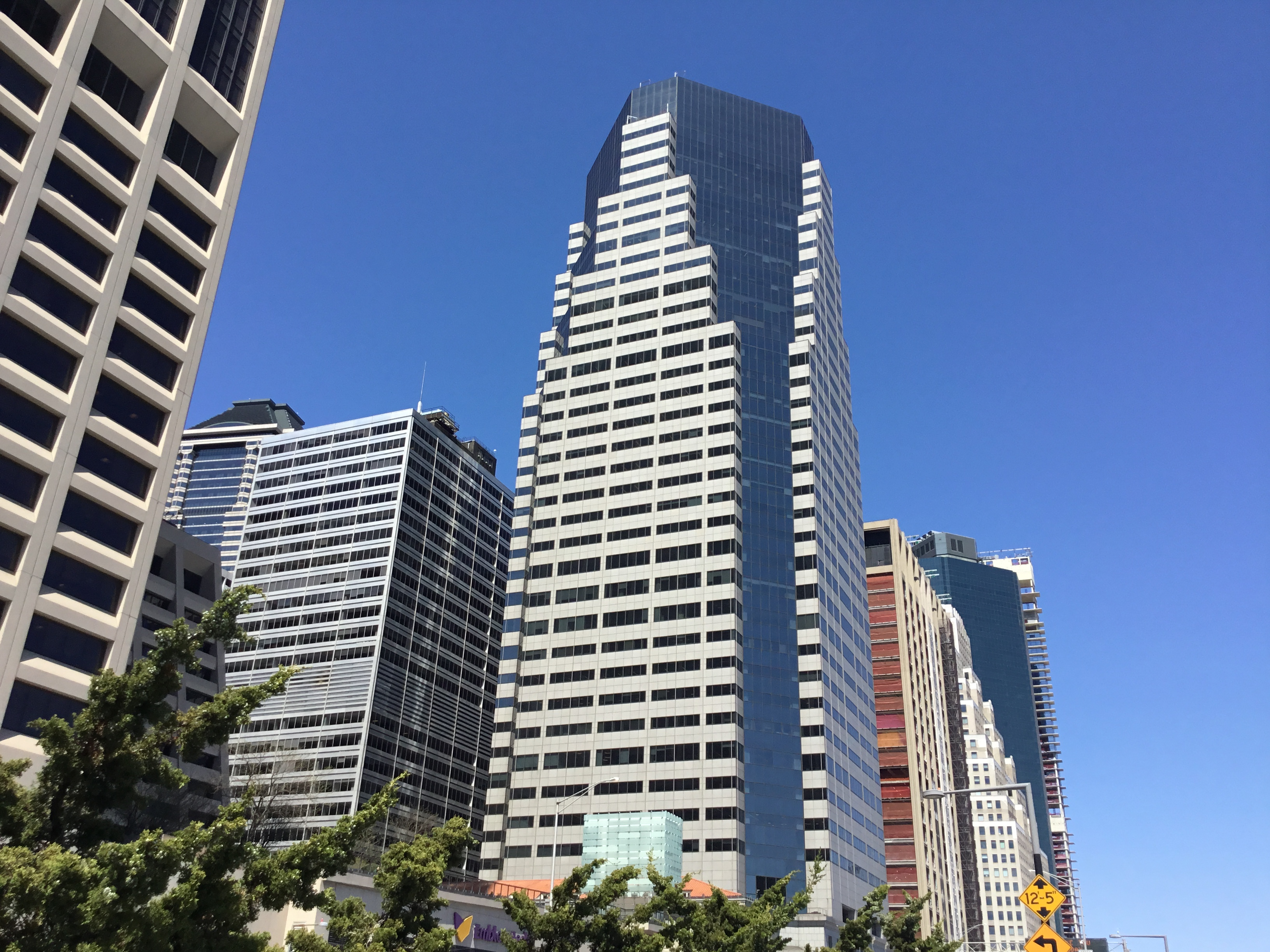
Das Gebäude im April 2022
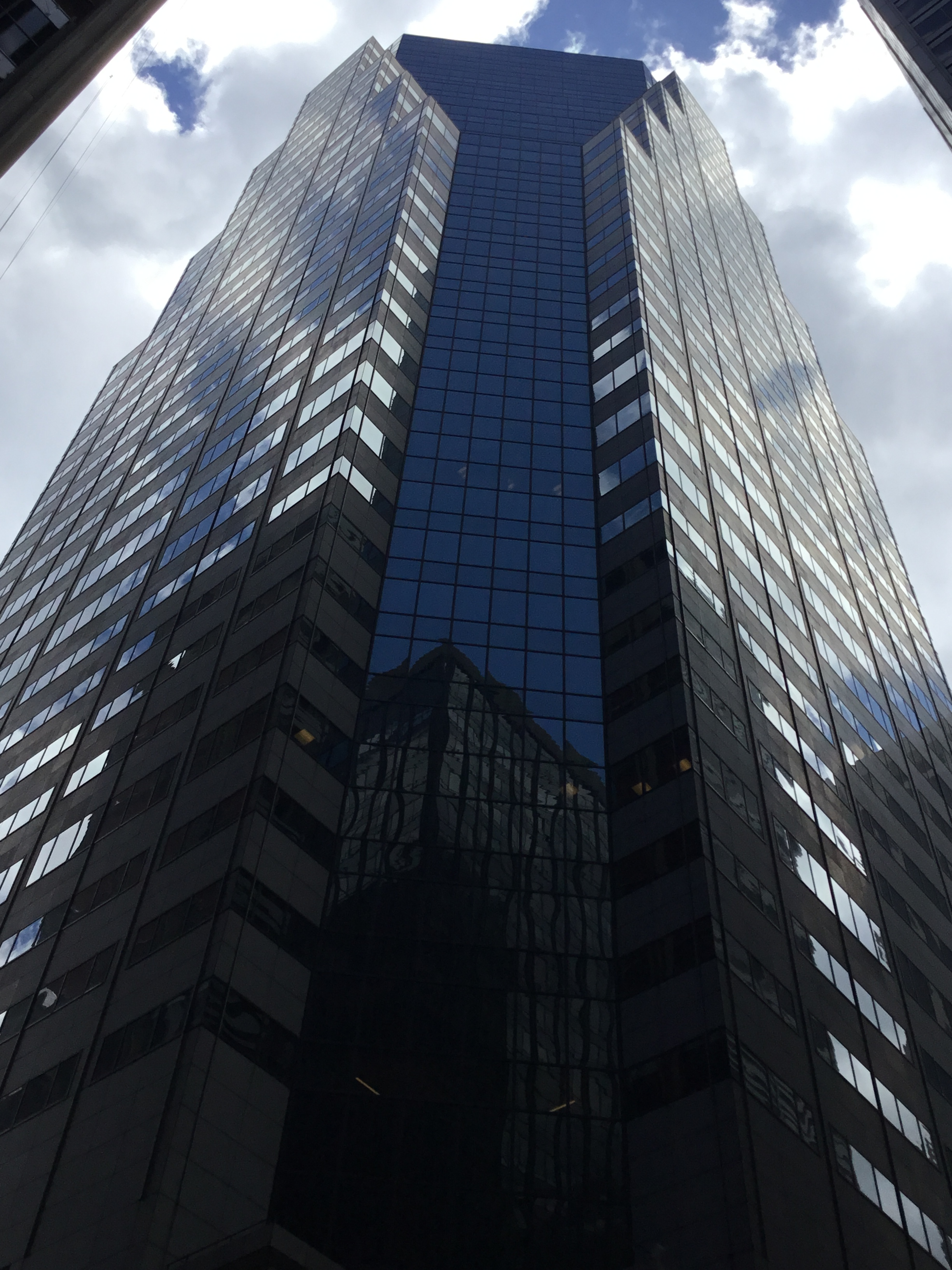
Vertikale Eckansicht